# Gát (sport)

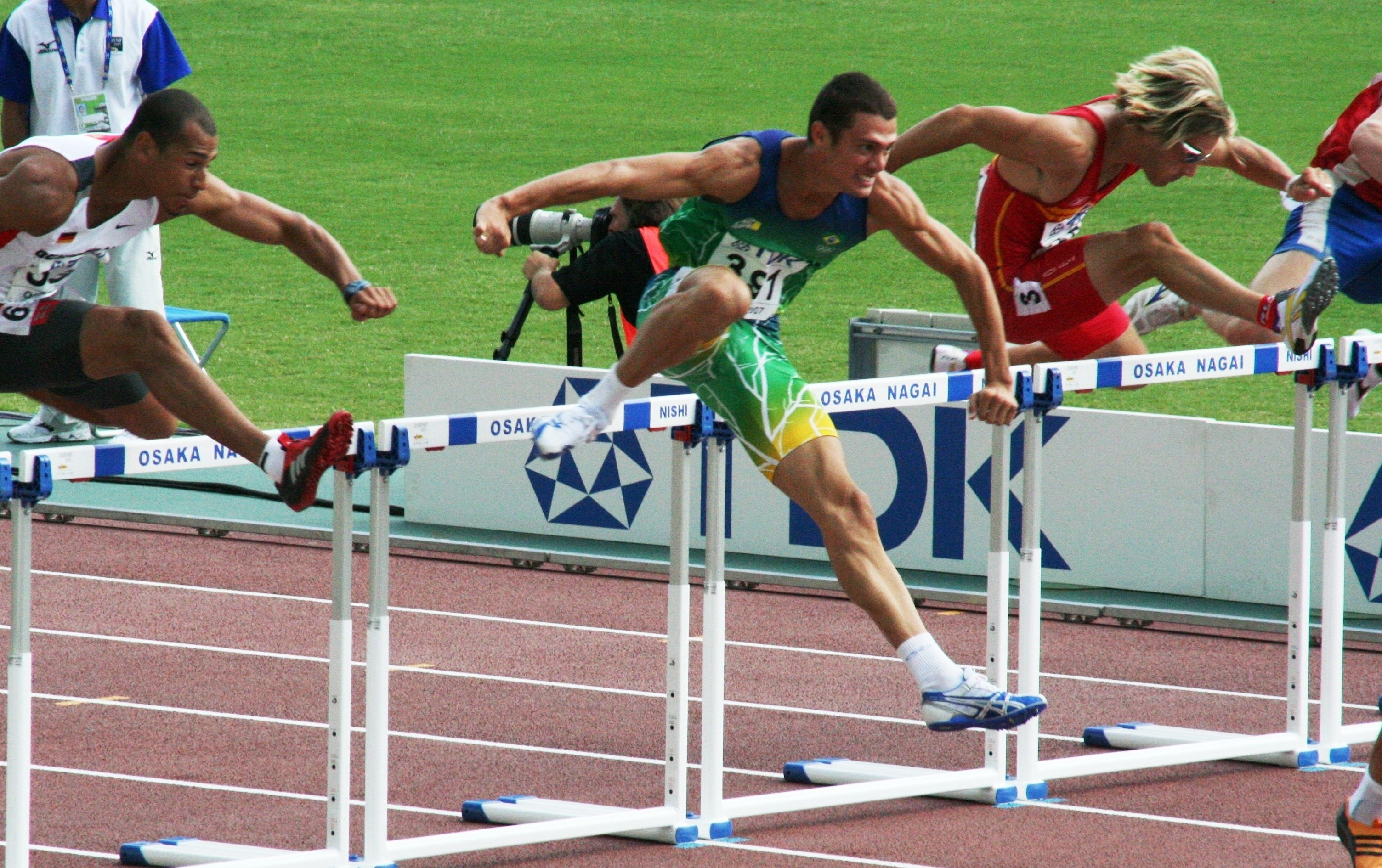
Gátfutók

A gátnak az a célja egy adott sportversenyen, hogy a részt vevő emberek és állatok számára megnehezítsék a továbbjutást, azaz akadályt képezzenek.

## Sporteszközök

### Lovaglásban

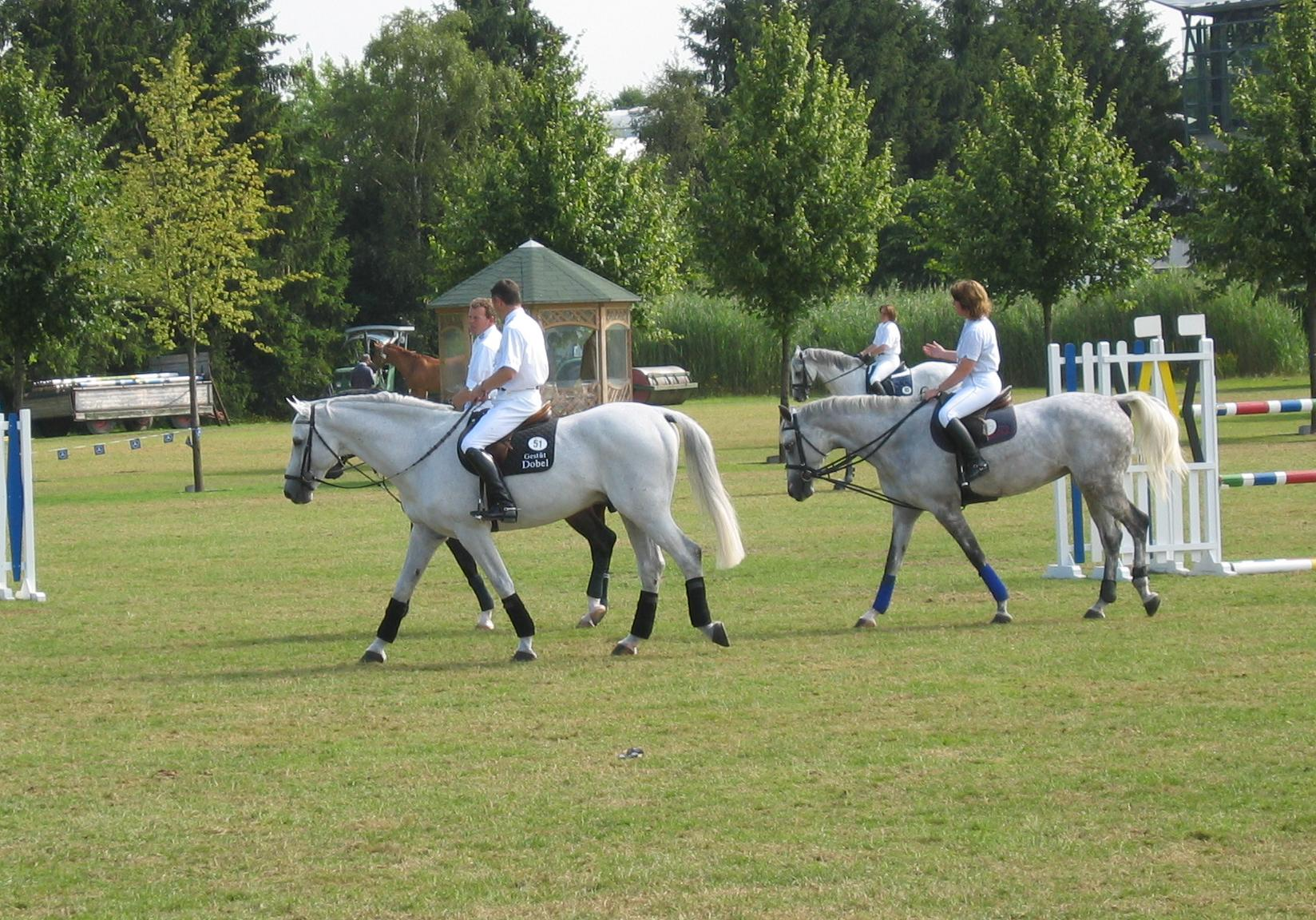
Lovaglás

A lóverseny lóval űzött sport a lótenyésztést elősegítendő,  a galopp- és ügetőversenyek gyűjtőneve, amelyeket lóversenypályán bonyolítanak le. A galoppversenyek lehetnek sík-, gát- és akadályversenyek. A lóversenyeken várható eredményekre fogadást lehet kötni.
Gát a lóversenysportban egy hosszú fatalphoz illesztett vékony faágakból font sövény, amelyet a síkpályákon akkor állítanak fel amikor ott  gátversenyt rendeznek, s ezeket az akadályokat a versenyzőknek át kell ugratniuk. Az egyes gát magasságokat: 1,1 métertől 1,8 méterig lehet állítani. A gátversenyek távolsága 2400 méter és 4000 méter között változhat. A pályán legalább 6 db gátat kell elhelyezni. A versenyen hároméves vagy annál idősebb lovakkal lehet versenyezni.

### Atlétikában

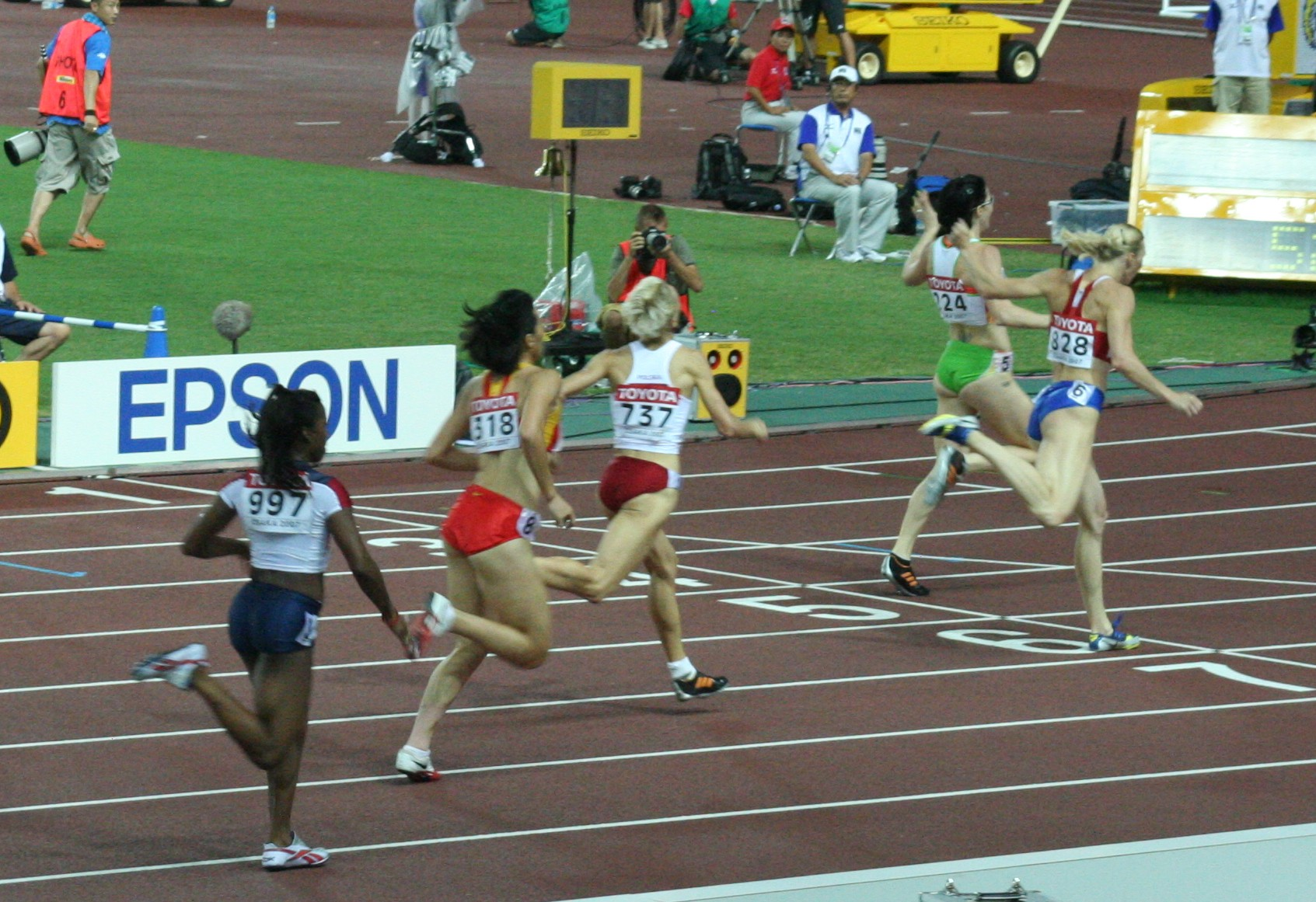
Női gátfutók a célban

A gátfutás az atlétikában az a szakág, melynek résztvevői különböző távokon, meghatározott létszámban és adott távolságokban eldönthető (billenő) gátak (akadályok) felett futnak. A férfiak 110 és 400 méteres, a nők 100 és 400 méteres távokon versenyeznek. Az ifjúsági versenyeken vannak más, rövidebb távolságok is.
A gátak magassága a nemek és a versenytávok hosszúsága szerint változik.  (100 m-es gát:84 cm; 110 m-es gát: 106,7 cm; női 400 m-es gát: 76,2 cm; férfi 400 m-es gát:91,4 cm.) A fiatalabb korosztályoknál szintén vannak méretbeli különbségek a hosszban és a magasságoknál.
A 110 m-es gátfutás világrekordját Aries Merritt (USA) tartja (2012). A 100 m-es női gátfutás világcsúcstartója: Kendra Harrison (USA, 2016). A férfi 400 m-es gátfutásban Karsten Warholm (Norvégia, 2021) a jelenlegi leggyorsabb. A női 400 m-es gátfutás világrekordját Sydney McLauglin (USA, 2021) tartja.